# Phlebotomus naqbenius
Phlebotomus naqbenius är en tvåvingeart som beskrevs av Lewis och Buttiker 1986. Phlebotomus naqbenius ingår i släktet Phlebotomus och familjen fjärilsmyggor.
Artens utbredningsområde är Saudiarabien. Inga underarter finns listade i Catalogue of Life.